# Zvezdel, Kărdjali
Zvezdel (în bulgară Звездел) este un sat în comuna Momcilgrad, regiunea Kărdjali,  Bulgaria. 

## Demografie
Componența etnică a satului Zvezdel
     Turci (93,07%)
     Nicio identificare (6,92%)
     Altele (0%)
La recensământul din 2011, populația satului Zvezdel era de 491 locuitori. Din punct de vedere etnic, majoritatea locuitorilor (93,07%) erau turci. Pentru 6,92% din locuitori nu este cunoscută apartenența etnică.